# بوكونون
بوكونون (بالإنجليزية: Bokonon)‏، الاسم الحقيقي ليونيل بويد جونسون (بالإنجليزية: Lionel Boyd Johnson)‏ (مواليد توباغو في 1891 — تاريخ الوفاة في جزيرة سان لورنزو مجهول)، إحدى شخصيات رواية مهد القطة بقلم كورت فونيجت. بوكونون هو مؤسس الديانة البوكونونية ومؤلف كتبها المقدسة، كتب بوكونون.

## نشأته ودراسته
ولد في توباغو في 1891 في أسرة زنجية أصبحت غنية بعد أن وجد جد بوكونون كنزاً فاستثمره في الزراعة وتربية الدواجن، وسمي عند الولادة
ليونيل بويد جونسون، وكان الأخ الأصغر بين الأولاد الستة. درس في مدرسة كنسية وكان مهتماً بالطقوس الدينية. وفي سنة 1911 بنى زورقاً شراعياً وأبحر إلى لندن للدراسة في جامعة، والتحق بمدرسة لندن للاقتصاد والعلوم السياسية، لكنه لم يكمل دراسته فيها بسبب اندلاع الحرب العالمية الأولى، حيث التحق بوكونون بقوات المشاة.

## الحرب العالمية الأولى
حارب بوكونون ببسالة، حيث تمت ترقيته إلى ضابط وحصل على أربع ميداليات، وشارك في المعركة عند نهر إيبر التي جرى خلالها أول استعمال للأسلحة الكيميائية في التاريخ، فتسمم بالكلور، وقضى إثر ذلك سنتين في المشافي وبعدئذ تم تسريحه من الخدمة.
أبحر بوكونون عائداً إلى بلده، ولكن غواصة ألمانية اكتشفت زورقه فأسرت بوكونون وأغرقت الزورق. ثم اكتشفت مدمرة بريطانية الغواصة وأنقذت بوكونون. كانت المدمرة متجهة إلى البحر الأبيض المتوسط لكنها تعطلت ورست إلى جزر الرأس الأخضر. بقي بوكونون في الرأس الأخضر ثمانية أشهر ثم بدأ العمل في سفينة صيد كانت في الواقع تنقل المهاجرين غير الشرعيين إلى الولايات المتحدة. غرقت السفينة قرب نيوبورت، فعمل بوكونون مزارعاً ونجاراً حتى نهاية الحرب العالمية الأولى حين اقترح عليه رب العمل السفر معه حول العالم كمساعد ربان.

## أسفار بوكونون ومغامراته
أبحر بوكونون كمساعد ربان على سفينة شهرزاد وزار إسبانيا وفرنسا واليونان ومصر والصين واليابان. في طريق العودة تحطمت السفينة على الصخور عند مدخل ميناء بومباي ولم ينج من الطاقم إلا بوكونون. عاش في الهند سنتين وأصبح من أتباع غاندي، وألقي القبض عليه بسبب اشتراكه في تنظيم مظاهرات والتمدد على السكك الحديدية، فتم ترحيله إلى توباغو.
بنى بوكونون زورقاً جديداً وأبحر فيه دون هدف محدد. وفي سنة 1922 اختبأ من عاصفة في بورت أو برانس في هايتي التي كانت محتلة يومها من قبل المشاة البحرية الأمريكية، فتعرف هناك على رقيب فار من الجيش سارقاً معه رواتب زملائه، اسمه ماك كيب، فطلب ماك كيب من بوكونون أن يأخذه بزورقه إلى ميامي. لكن الزورق تحطم على صخور سان لورنزو فغرق، واستطاع بوكونون وماك كيب الوصول إلى الشاطئ بسلامة.

## مرحلة سان لورنزو
قام بوكونون بتأسيس دين جديد عُرِف بالبوكونونية، وطلب من ماك كيب الذي أصبح حاكم الجزيرة أن يصدر قانوناً يمنع اعتناق هذا الدين تحت طائلة الإعدام، وصار هو وأتباعه يختفون في الأدغال ويمارسون شعائر الدين سراً.
أما الاسم بوكونون الذي اشتهر به فهو طريقة لفظ اسمه الحقيقي، جونسون، بلهجة أهل جزيرة سان لورنزو.

## الوفاة
تاريخ وفاة بوكونون غير معروف تحديداً لكنه عاش حتى ستينات القرن العشرين تقديراً.